# The X-Files
The X-Files (Brasil: Arquivo X / Portugal: Ficheiros Secretos) é uma série de televisão norte-americana de ficção científica criada por Chris Carter. A série foi exibida originalmente entre 10 de setembro de 1993 e 19 de maio de 2002, no canal norte-americano Fox, e em um reavivamento de duas temporadas adicionais exibidas entre 24 de janeiro de 2016 e 21 de março de 2018. Além da série de TV, dois filmes também integram sua franquia: The X-Files, lançado em 1998, que ajuda a explorar a história maior narrada pela série e The X-Files: I Want to Believe, lançado em 2008, que serve apenas como um evento episódico.
Na série, os agentes especiais do FBI, Fox Mulder (David Duchovny) e Dana Scully (Gillian Anderson), investigam os Arquivos-x: casos não solucionados envolvendo fenômenos paranormais. Mulder acredita na existência de extraterrestres e em paranormalidade, enquanto Scully, uma médica cética, é designada para fazer análises científicas das descobertas de Mulder e propor alternativas racionais ao seu trabalho. Ainda no começo da série, ambos os agentes tornam-se alvo de uma trama conspiratória e passam a confiar apenas um no outro e em outras poucas pessoas. Os agentes também descobrem os planos do governo de manter a existência de vida extraterrestre um segredo. Eles desenvolvem um relacionamento próximo, começando com um sentimento platônico e depois tornando-se um relacionamento romântico no término da série. Além dos episódios que ajudam a explorar esta história maior contada pela série, há também histórias curtas, que lidam com o paranormal, contadas em apenas um episódio.
The X-Files foi inspirada por séries de TV anteriores que também tiveram elementos de suspense e ficção científica, como The Twilight Zone, Night Gallery, Tales from the Darkside, Twin Peaks, e especialmente Kolchak: The Night Stalker. As primeiras sete temporadas tiveram Duchovny e Anderson em igualdade como protagonistas. Nas oitava e nona temporadas, Anderson continuou enquanto Duchovny aparecia esporadicamente. Novos atores foram adicionados ao elenco principal: Os agentes do FBI John Doggett (Robert Patrick) e Monica Reyes (Annabeth Gish), e também o chefe de Mulder e Scully, Diretor-Assistente Walter Skinner (Mitch Pileggi) foi promovido ao elenco principal. As primeiras cinco temporadas foram filmadas em Vancouver e a partir da sexta temporada a produção se deu em Los Angeles. Para a produção do segundo filme e do reavivamento da série, a produção voltou a Vancouver.
The X-Files foi um sucesso para a emissora norte-americana Fox e recebeu críticas amplamente positivas, porém, sua história maior foi criticada próximo ao seu final. Inicialmente considerada uma série com uma legião específica de fãs, tornou-se parte da cultura popular que indagou temas como descrença a governos, teorias da conspiração e espiritualidade. Tanto a série em si quanto seus atores principais receberam múltiplas nomeações e prêmios e, à época de sua conclusão foi a série mais longa de ficção científica da história da TV norte-americana, vindo a perder este posto posteriormente para Stargate SG-1.
No Brasil, foi exibido pela Rede Record e pela Fox Brasil. Estava disponível no catálogo da Netflix e atualmente está disponívle na Star+. Também já foi reprisado pelo canal por assinatura TCM ou através do serviço de TV pela internet Telecine Play. Em 11 de março de 2022, a série voltou a ser exibida na televisão aberta, desta vez pela pela Rede Brasil de Televisão. Em Portugal, foi originalmente emitida pela TVI, tendo sido retransmitida nos últimos anos pela Fox. Desde 19 de Outubro de 2015, a RTP Memória passou a reexibir a série de 2ª a 6ª feira, no horário das 23 horas, integrada no novo programa-tipo da estação. Trata-se de uma decisão histórica, pois é pela primeira vez que a RTP Memória exibe uma produção que tinha sido exibida numa emissora de televisão privada, e nunca a RTP tinha exibido esta série em toda a sua vida. Atualmente, a RTP Memória tem alcançado verdadeiros níveis históricos de audiências graças à exibição da série, e a série tem alcançado grande sucesso neste canal.
Em sua primeira exibição, a série totalizou 202 episódios divididos em nove temporadas. Em Março de 2015, foi anunciado o retorno da série no formato de uma minissérie, com as filmagens começando em meados de 2015. Chris Carter retornaria como produtor executivo e escritor. David Duchovny, Gillian Anderson e Mitch Pileggi foram confirmados na atuação de seus personagens. A estreia foi em 24 de Janeiro de 2016. A décima temporada foi exibida entre 24 de janeiro de 2016 e 22 de fevereiro de 2016, e a décima primeira temporada foi exibida entre 3 de janeiro de 2018 e 21 de março de 2018.

## Produção

### Concepção
"Mulder e Scully surgiram diretamente do fundo da minha imaginação. Uma dicotomia. Eles representam as partes equivalentes ao meu desejo de acreditar em algo e a minha incapacidade de acreditar em tal coisa. Meu ceticismo e minha fé. E a criação desses personagens foi extremamente fácil para mim. Eu queria, assim como várias outras pessoas, passar pela experiência de testemunhar um fenômeno paranormal. Ao mesmo tempo em que eu não queria acreditar nisso, eu me questionava. Eu acho que esses personagens e essas vozes surgiram dessa dualidade."

—Chris Carter falando sobre o processo de criação dos personagens Mulder e Scully.
Em 1992, o novo presidente do braço de produção da Fox, Peter Roth, chamou Chris Carter para produzir uma série para o canal. Apesar de anos fazendo comédias, Carter tinha a ideia de fazer uma produção sombria, que descreveu a Roth como uma versão mais nova de Kolchak e os demônios da noite, que também teria inspiração nas séries Além da Imaginação e Alfred Hitchcock Presents. Roth se entusiasmou, apesar de Carter dizer que não queria os vampiros da série — então popularizados com Interview with the Vampire — mas um foco maior em OVNIs e o paranormal. Para ter um conceito mais estável que o de Kolchak, Carter resolveu se basear em The Silence of the Lambs e firmar a série a partir de dois agentes do FBI que resolveriam casos não totalmente resolvidos, Fox Mulder — batizado com o nome de um vizinho de infância e o sobrenome de solteira de sua mãe — e Dana Scully — com o sobrenome inspirado pelo locutor de beisebol Vin Scully (e o parceiro de Scully, Jerry Doggett, batizaria o substituto de Mulder na oitava temporada, John Doggett). Também agregou uma conspiração para evitar o vazamento de informações sobre os alienígenas, inspirado nas investigações do caso Watergate.
O projeto inicial do autor acabou sendo recusado pelos executivos da emissora, o que fez com que ele voltasse a revisar o conceito do projeto para reapresentá-lo algumas semanas depois. Após a revisão, o projeto obteve aprovação do vice-presidente do canal, Pete Greenblatt, levando Carter a expandir seu esboço de roteiro para um episódio piloto. Este seria filmado em Vancouver, que tinha custos de filmagens menores que os de Los Angeles e oferecia boas florestas para locação. Carter uniu-se ao produtor Daniel Sackheim, que trabalhava na série policial NYPD Blue, e produziu o material inicial da série, baseando-se no documentário The Thin Blue Line e no programa televisivo britânico Prime Suspect. Após testes, escolheram para interpretar os protagonistas David Duchovny, que gostara do roteiro mas pensou que o piloto seria apenas um serviço antes de participar de mais filmes, e a desconhecida Gillian Anderson, que só tinha um trabalho na TV até o momento e fez o teste querendo mais visibilidade para conseguir novos papéis. O piloto de Arquivo X foi filmado ao longo de duas semanas em março de 1993, e dois meses depois foi aprovado pelos executivos da Fox. Carter estava determinado em tornar a relação entre os dois personagens principais da trama estritamente platônica, baseando o estilo de interação entre eles no que foi utilizado pelo autor Sydney Newman no seriado televisivo The Avengers para o casal de personagens Emma Peel e John Steed. A série ganhou um horário na noite de sexta, porém a emissora colocava mais fé no programa imediatamente anterior a Arquivo X, o western The Adventures of Brisco County, Jr — que sofreria com baixas audiências e duraria só uma temporada, em contraste ao contínuo aumento de espectadores de Arquivo X.
A clássica série cult dos anos 1990 Twin Peaks foi uma grande influência para a criação da atmosfera obscura misturada com um toque surreal de drama e ironia dada à série. Duchovny já havia aparecido nessa mesmo show travestido como uma agente da DEA, e o personagem Mulder havia sido comparado com o também agente do FBI Dale Cooper (que era mais um dos personagens de Twin Peaks).

### Música
O compositor Mark Snow se envolveu com Arquivo X através de uma amizade com o produtor executivo R.W. Goodwin. Inicialmente, quando a equipe de produção falava sobre quem iria ser o encarregado das composições, Chris Carter não sabia a quem perguntar. No total, de 10 a 15 pessoas foram vistas, mas Goodwin continuou a pressionar para Snow ser o chefe de composição. Snow fez três audições, mas não recebeu nenhum aviso da produção se iria ou não trabalhar na série. Então um dia, o agente de Snow ligou para ele, falando sobre o episódio piloto, e dizendo que ele havia conseguido a parte.
Enquanto Snow mostrava suas propostas de um tema para Carter, o produtor os rejeitava. Carter saiu da sala e Snow colocou a mão e o antebraço no seu teclado em frustração. Um som ecoante surgiu, e tanto Snow quanto Carter consideraram bastante adequado para a música de abertura. O segundo episódio, "Deep Throat", foi a primeira vez que Snow compôs sozinho a trilha sonora de um episódio inteiro de Arquivo-X.
Snow também compôs a trilha sonora para o filme The X-Files: I Want to Believe e a lançou no álbum The X-Files: I Want to Believe: Original Motion Picture Score. As músicas foram gravadas com a Hollywood Studio Symphony em maio de 2008 no Newman Scoring Stage. A banda britânica UNKLE gravou uma nova versão da música tema para os créditos final do filme.

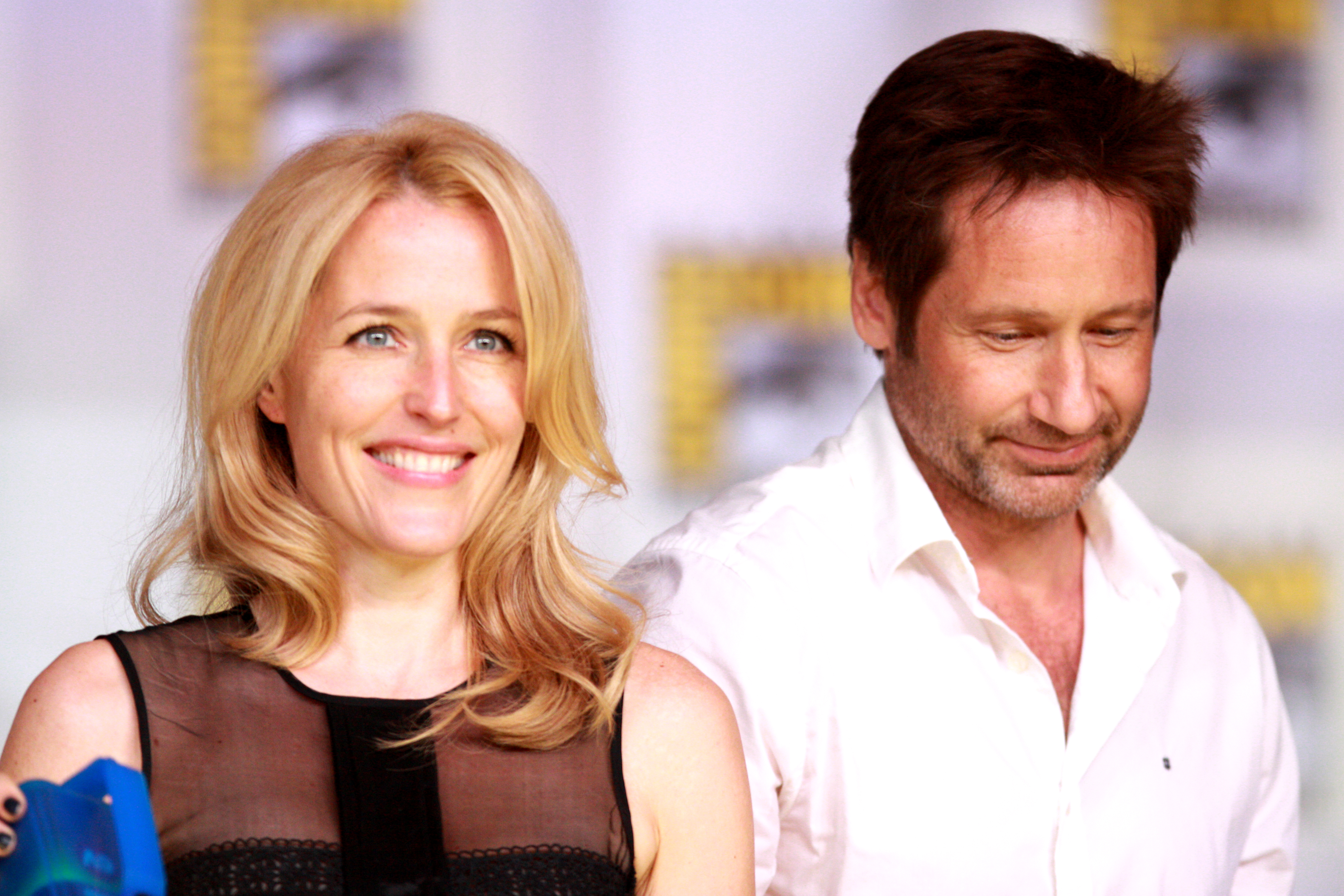
Anderson e Duchovny em 2013

## Elenco

### Estrelando
| Personagem            | Retratado por      | Temporada       | Temporada       | Temporada       | Temporada       | Temporada       | Temporada       | Temporada       | Temporada       | Temporada    | Temporada       | Temporada       |
| Personagem            | Retratado por      | 1               | 2               | 3               | 4               | 5               | 6               | 7               | 8               | 9            | 10              | 11              |
| --------------------- | ------------------ | --------------- | --------------- | --------------- | --------------- | --------------- | --------------- | --------------- | --------------- | ------------ | --------------- | --------------- |
| Fox Mulder            | David Duchovny     | Principal       | Principal       | Principal       | Principal       | Principal       | Principal       | Principal       | Principal       | Principal    | Principal       | Principal       |
| Dana Scully           | Gillian Anderson   | Principal       | Principal       | Principal       | Principal       | Principal       | Principal       | Principal       | Principal       | Principal    | Principal       | Principal       |
| Walter Skinner        | Mitch Pileggi      | Participação    | Recorrente      | Principal       | Principal       | Principal       | Principal       | Principal       | Principal       | Principal    | Principal       | Principal       |
| Cigarette Smoking Man | William B. Davis   | Recorrente      | Recorrente      | Recorrente      | Principal       | Principal       | Principal       | Principal       | Does not appear | Principal    | Recorrente      | Recorrente      |
| Alex Krycek           | Nicholas Lea       | Does not appear | Recorrente      | Recorrente      | Participação    | Principal       | Principal       | Principal       | Principal       | Principal    | Does not appear | Does not appear |
| Jeffrey Spender       | Chris Owens        | Does not appear | Does not appear | Does not appear | Does not appear | Recorrente      | Principal       | Does not appear | Does not appear | Participação | Does not appear | Participação    |
| John Doggett          | Robert Patrick     | Does not appear | Does not appear | Does not appear | Does not appear | Does not appear | Does not appear | Does not appear | Principal       | Principal    | Does not appear | Does not appear |
| Monica Reyes          | Annabeth Gish      | Does not appear | Does not appear | Does not appear | Does not appear | Does not appear | Does not appear | Does not appear | Principal       | Principal    | Participação    | Participação    |
| Alvin Kersh           | James Pickens, Jr. | Does not appear | Does not appear | Does not appear | Does not appear | Does not appear | Recorrente      | Does not appear | Recorrente      | Principal    | Does not appear | Participação    |

## Sinopse
O Arquivo X é um arquivo que contém relatos sobre casos paranormais não explicados que acabaram guardados no subsolo do FBI. Mais tarde, foram achados pelo agente Fox Mulder. Desacreditado e debochado pelos outros membros do FBI, Mulder começa a investigar esses arquivos X, que contêm casos de abduções e parecem envolver uma conspiração do governo americano para esconder a existência de vida extraterrestre. Nos arquivos, também se encontram casos envolvendo satanismo, relatos de aparições de fantasmas, ocultismo e outros casos misteriosos.
Sua busca pela verdade também tem, como meta, encontrar sua irmã, raptada há mais de vinte anos e que ele acredita ter sido abduzida por alienígenas.
Na tentativa de invalidar as suas investigações e fechar o arquivo x, o FBI recruta a agente Dana Scully, uma agente que, além de médica, cientista e legista, é cética e deve reportar e dar uma explicação científica para os estranhos casos que Mulder e ela vão investigar, mais ou menos como uma espiã. Entretanto, com o passar do tempo, a própria agente Scully começa a se dar conta de que as inacreditáveis teorias de seu parceiro fazem sentido e cada vez mais a sua ciência passa não mais a confrontar o que testemunha, mas a buscar respostas científicas para tais acontecimentos.
Pouco a pouco, Scully torna-se mais crente e sua parceria com Mulder evolui a estágios inesperados de grande amizade (nas temporadas seguintes, um romance) e cumplicidade na busca pela verdade e para desbaratar a grande conspiração que envolve os altos escalões do governo americano.

### Principais
| Ator             | Personagem                                  | Anos                                                                                         |
| ---------------- | ------------------------------------------- | -------------------------------------------------------------------------------------------- |
| David Duchovny   | Agente especial Fox William Mulder          | Temporadas 1–9* The X-Files (filme) The X-Files: I Want to Believe (2008) Minissérie de 2016 |
| Gillian Anderson | Agente especial Dana Katherine Scully, M.D. | Temporadas 1–9 The X-Files (filme) The X-Files: I Want to Believe (2008) Minissérie de 2016  |

*-Duchovny aparece apenas em dois episódios da nona temporada.

### Secundários
| Ator                | Personagem                      | Temporadas                                                                       |
| ------------------- | ------------------------------- | -------------------------------------------------------------------------------- |
| Robert Patrick      | John Dogget                     | 8–9                                                                              |
| Annabeth Gish       | Monica Reyes                    | 8–9 Minissérie de 2016                                                           |
| Mitch Pileggi       | Walter Skinner                  | 1–9 The X-Files (filme) The X-Files: I Want to Believe (2008) Minissérie de 2016 |
| William B. Davis    | Canceroso C.G.B. Spender        | 1–5, filme, 6–7, 9 Minissérie de 2016                                            |
| Jerry Hardin        | Garganta Profunda               | 1, 3–4, 7                                                                        |
| Steven Williams     | Sr. X                           | 2–5, 9                                                                           |
| Nicholas Lea        | Alex Krycek                     | 2–9                                                                              |
| Brian Thompson      | Alien Bounty Hunter             | 2–8                                                                              |
| John Neville        | Well-Manicured Man              | 3–5, filme                                                                       |
| Don S. Williams     | First Elder                     | 3–5, filme, 6                                                                    |
| Laurie Holden       | Marita Covarrubias              | 4–7, 9                                                                           |
| Veronica Cartwright | Cassandra Spender               | 5–6                                                                              |
| Chris Owens         | Jeffrey Spender                 | 5–6, 9                                                                           |
| Mimi Rogers         | Diana Fowley                    | 5–7                                                                              |
| James Pickens, Jr.  | Assistante/Diretor Alvin Kersh  | 6, 8–9                                                                           |
| Tom Braidwood       | Melvin Frohike                  | 1–5, filme, 6–9 Minissérie de 2016                                               |
| Bruce Harwood       | John Fitzgerald Byers           | 1–5, filme, 6–9 Minissérie de 2016                                               |
| Dean Haglund        | Richard Langly                  | 1–5, filme, 6–9 Minissérie de 2016                                               |
| Rebecca Toolan      | Teena Mulder                    | 2–4, 7                                                                           |
| Sheila Larken       | Margaret Scully                 | 1–5, 8–9                                                                         |
| Adam Baldwin        | Knowle Rohrer                   | 8–9                                                                              |
| Cary Elwes          | Assistente Diretor Brad Follmer | 9                                                                                |

## Temas
Abordando temas tais como teorias da conspiração envolvendo alienígenas, encobrimentos governamentais de alto nível e paranormalidade, a série conseguiu conjugar características de séries como A Quinta Dimensão, Além da Imaginação e Twin Peaks. Também abordava, frequentemente, temas mais místicos, como satanismo, relatos de aparições de fantasmas, ocultismo, e outros arquivos x sem explicações.
Os filmes All the President's Men, Three Days of the Condor, Close Encounters of the Third Kind, Raiders of the Lost Ark, Rashomon, The Thing, The Boys from Brazil e JFK também foram citados como inspirações pelos produtores. O episódio "Triangle", por exemplo, teve o uso de planos contínuos inspirado em Rope, de Alfred Hitchcock. Além deste, outros capítulos tiveram seus roteiros influenciados por outras grandes obras do cinema e da televisão.

## O sucesso da série
Arquivo X fez tanto sucesso que originou um spin-off chamado The Lone Gunmen (lit. 'Os Pistoleiros Solitários'), focado nos três amigos de Mulder que investigam atividades secretas do governo norte-americano. Suas descobertas são publicadas num jornal independente chamado de A Bala Mágica, publicado pela editora Os Pistoleiros Solitários, batizado em homenagem à teoria de que um segundo atirador estaria envolvido no assassinato de John Kennedy. Arquivo X foi celebrado pela crítica e público e também tornou-se um fenômeno internacional. O tom conspiratório com mistura de paranoia e terror encantou muitos telespectadores. É um dos maiores fenômenos de audiência dos últimos anos. Com fãs no mundo todo, a série já foi exibida em mais de trinta países. Foi premiada com o Globo de Ouro como melhor série dramática de televisão e vários prêmios Emmy ao longo dos nove anos da série. Foi líder em audiência em vários países como Austrália, Brasil, Espanha, Estados Unidos, Inglaterra, Portugal, entre outros.

## Prêmios
- 1994, 1995 e 1996: Golden Globe Award para Melhor Série (drama)
- 1997: Melhor ator em série dramática — David Duchovny
- 1997: Melhor atriz em série dramática — Gillian Anderson
- 1998: Melhor série dramática — Arquivo X

## Filmes
O primeiro filme foi Arquivo X: O Filme e o segundo foi Arquivo X: Eu Quero Acreditar. O primeiro filme ocorre entre a quinta e a sexta temporada da série. Enquanto o segundo filme ocorre seis anos após os eventos do final da nona temporada, em 2008.